# 2018年冬季奧林匹克運動會百慕達代表團
2018年冬季奥林匹克运动会百慕大代表团是百慕大所派出的2018年冬季奥林匹克运动会代表团。这是该国连续第八次参加冬奥。

## 越野滑雪
曾代表百慕大参加2010年和2014年冬奥的男子越野滑雪运动员塔克·墨菲达到了國際滑雪總會訂定的奥运参赛资格标准成绩，获得该届冬奥参赛资格。
| 運動員    | 項目             | 決賽    | 決賽     | 決賽 |
| 運動員    | 項目             | 時間    | 落后时间 | 排名 |
| --------- | ---------------- | ------- | -------- | ---- |
| 塔克·墨菲 | 男子15公里自由式 | 43:05.7 | +9:21.8  | 100  |